# Thomas Prenzel
Thomas Prenzel, né le 7 août 1968 à Sebnitz, est un coureur est-allemand du combiné nordique qui a concouru à la fin des années 1980. 

## Biographie
Aux Jeux olympiques d’hiver de 1988 à Calgary, il a terminé cinquième du 3 x 10 km par équipes et neuvième dans le Gundersen 15 km individuel. 
La seule victoire de Prenzel est dans un Gundersen individuel de 15 km à Asiago aux Championnats du monde junior 1987, remportant aussi l'or par équipes. Son meilleur résultat individuel en Coupe du monde a été une sixième place, obtenue à deux reprises en 1988. Il se retire après cette saison.
Après sa carrière sportive, il devient journaliste dans la presse locale à Chemnitz.
Il est le frère du skieur de combiné Uwe Prenzel.

## Palmarès

### Jeux olympiques
| Épreuve / Édition | Calgary 1988 |
| Individuel        | 9e           |
| Par équipes       | 5e           |

### Championnats du monde
| Épreuve / Édition | Oberstdorf |
| Individuel        | 9e         |

### Coupe du monde
- Meilleur classement général : 11e en 1988.
- Meilleur résultat : 6e.

#### Différents classements en Coupe du monde
| Année | Classement général final |
| 1987  | 30e                      |
| 1988  | 11e                      |